# 가세 나오키
가세 나오키(일본어: 加瀬 直輝, 2000년 6월 7일~)는 일본의 축구 선수이다.

## 구단 경력
그는 2023년 J2리그의 이와키 FC에 입단했다.